# Hans Kloss (Bankmanager)

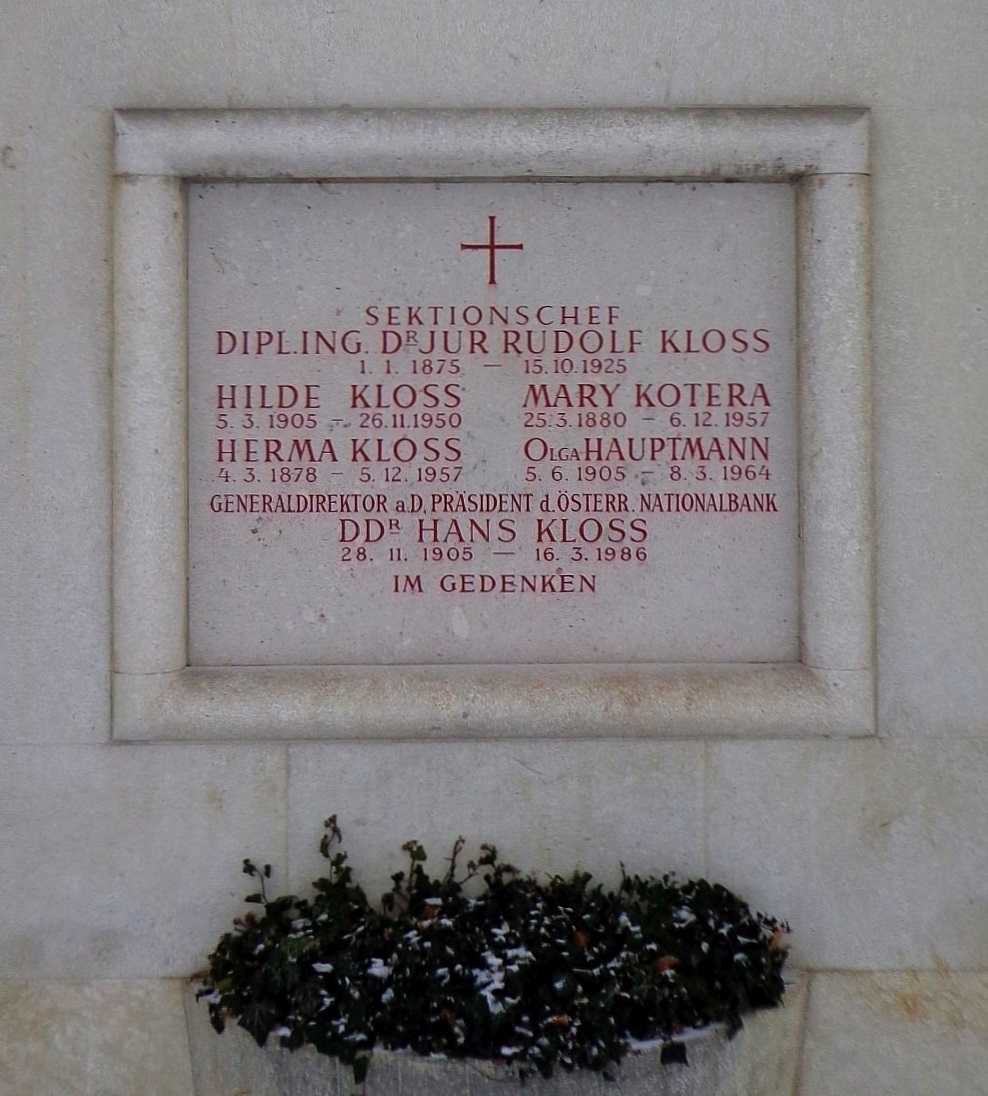
Feuerhalle Simmering – Urnengrab der Familie Kloss

Hans Kloss (* 28. November 1905 in Wien; † 16. März 1986 ebenda) war ein österreichischer Jurist und Bankdirektor sowie Widerstandskämpfer gegen Hitler.
Hans Kloss studierte Rechts- und Politikwissenschaft und arbeitete danach für die Österreichische Luftverkehrs AG sowie zwischen 1939 und 1945 für die Lufthansa. Dort trat er sich während der NS-Zeit regelmäßig mit anderen regime-kritischen "Lufthanseaten" (vor allem Klaus Bonhoeffer und Otto John) zum "Stammtisch" im Hotel Esplanade am Potsdamer Platz in Berlin. Nach dem missglückten Umsturzversuch vom 20. Juli 1944 wurde Kloss verhaftet und gemeinsam mit Klaus Bonhoeffer vom berüchtigten NS-Juristen Roland Freisler vor dem Volksgerichtshof angeklagt. Während Klaus Bonhoeffer zum Tode verurteilt und hingerichtet wurde, wurde Hans Kloss, "dessen Vater Jude war" zu vier Jahren Zuchthaus verurteilt. Er gab zu, dass Bonhoeffer "ihm den Umsturz angekündigt und ihn gefragt habe, ob er danach die kaufmännische Leitung der Lufthansa übernehmen wollte." Kloss überlebte im Zuchthaus, "Otto John, auch er gehörte zu der Runde, gelang über Portugal die Flucht nach Großbritannien."
Nach dem Zweiten Weltkrieg kam er 1946 als Beamter ins Bundesministerium für Finanzen, erarbeitete sich dort Verdienste um das österreichische Kreditwesen und wurde Delegierter zum Internationalen Währungsfonds. Daneben wirkte er im Finanzkomitee der OECD und bei der Weltbank in Washington, D.C. mit. 1962 wechselte Kloss als Generaldirektor der Genossenschaftlichen Zentralbank AG (heute Raiffeisen Zentralbank Österreich AG) in die Privatwirtschaft. Bereits 1969 kehrte er jedoch in den öffentlichen Dienst als Generaldirektor der Oesterreichischen Nationalbank zurück und wurde 1973 bis 1978 deren Präsident.
Er wurde im Urnenhain der Feuerhalle Simmering bestattet (Abteilung MR, Gruppe 15, Nummer 1G).